# Phlegetonia palliatrix
Phlegetonia palliatrix là một loài bướm đêm trong họ Noctuidae.